# Báo và Đài Phát thanh – Truyền hình Bình Thuận
Báo và Đài Phát thanh - Truyền hình Bình Thuận là cơ quan trực thuộc tỉnh ủy Bình Thuận."
Từ ngày 01/7/2025 sáp nhập với cơ quan Báo, Đài Lâm Đồng và Đắk Nông, lấy tên Báo và Phát thanh - Truyền hình Lâm Đồng

## Lịch sử hình thành
Đài được thành lập ngày 15 tháng 3 năm 1977  với nhiệm vụ xây dựng các chương trình phát thanh trên sóng radio và các chương trình truyền hình, là cơ quan ngôn luận, tuyên truyền đường lối, chính sách của Đảng và Nhà nước, phục vụ nhu cầu hưởng thụ văn hóa nghệ thuật và giải trí của nhân dân khu vực tỉnh Bình Thuận.

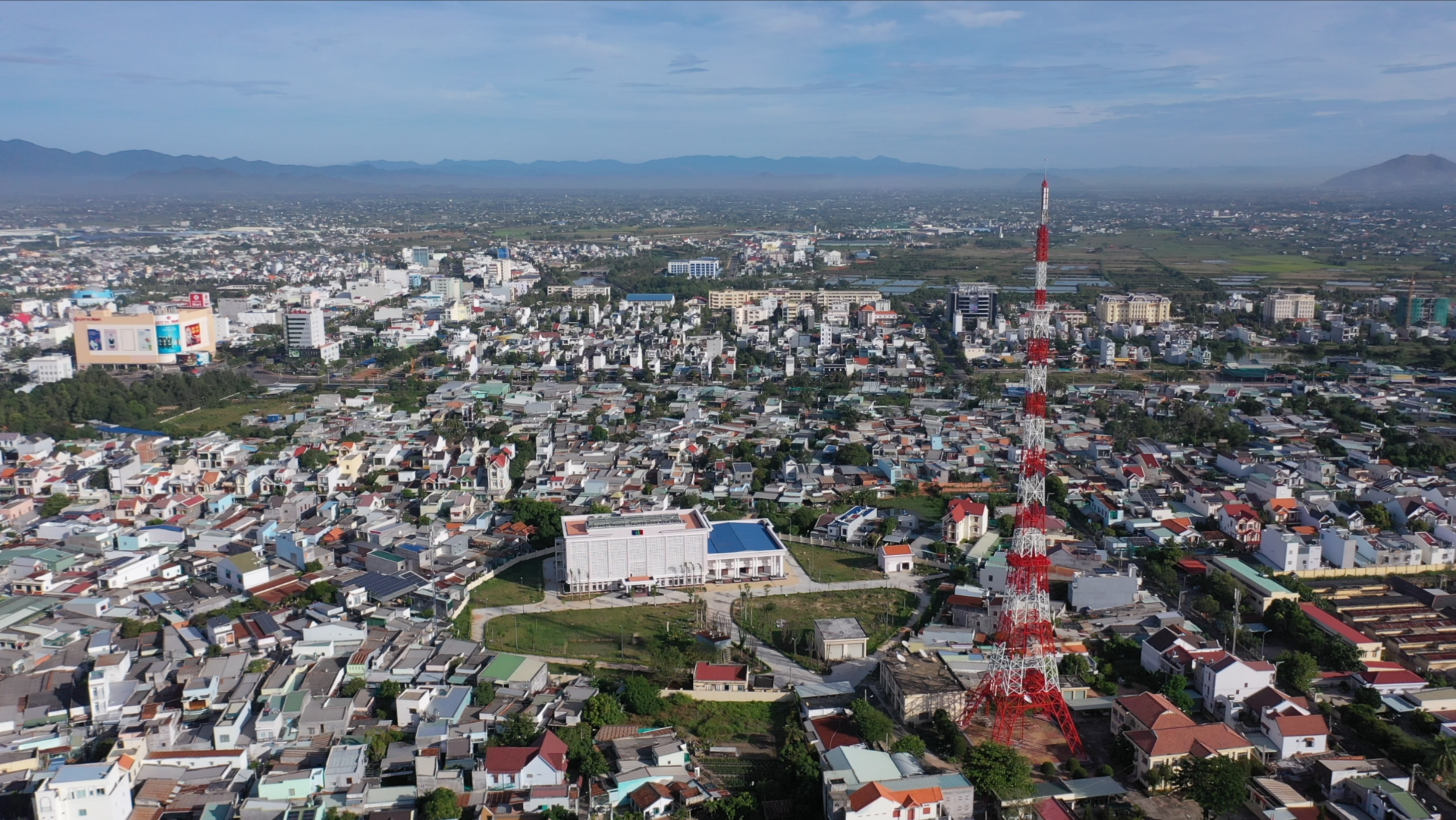
Toàn cảnh Đài Phát thanh - Truyền hình Bình Thuận (2022)

Trước đây, đài chỉ phát sóng vài giờ mỗi ngày. Thời gian còn lại tiếp sóng một số kênh của Đài truyền hình Việt Nam với những chương trình tin tức, chính trị là chính. Những năm gần đây, yêu cầu phải phát triển để theo kịp xu hướng hội nhập của đất nước, BTV đã trang bị cơ sở kỹ thuật tương đối để phát thanh và truyền hình liên tục trong ngày. Thời lượng phát thanh địa phương là 12/24h hăng ngày và truyền hình địa phương là 22,5/24h hằng ngày với những chương trình được đổi mới hoàn toàn.
BTV đang chú trọng sản xuất những chương trình mang tính giao lưu trực tiếp với khán giả trong và ngoài tỉnh Bình Thuận. Điều này làm khán giả địa phương đang ngày càng quan tâm trở lại với BTV, bởi vì từ lâu, BTV thực sự chưa đủ sức cạnh tranh cùng các kênh truyền hình của VTV và HTV phủ sóng tại đây. Đặc biệt, BTV là một trong những đài truyền hình đầu tiên ở Việt Nam thực hiện chương trình dành cho dân tộc thiểu số (tiếng Chăm), là một thành viên sáng lập chuyên mục "Trang Miền Đông Nam Bộ" (trao đổi phát sóng giữa các tỉnh thành miền Đông Nam Bộ) đang gây sự chú ý của nhân dân các tỉnh thành này. Đặc biệt, từ tháng 6 năm 2018, đài cũng là một trong 6 đài phát thanh - truyền hình miền Đông Nam Bộ phối hợp thực hiện, sản xuất và phát sóng chương trình Kết nối Đông Nam Bộ - chương trình liên kết giữa các đài phát thanh - truyền hình miền Đông Nam Bộ. Đơn vị trực thuộc: Trung tâm truyền hình cáp Bình Thuận. Từ ngày 1 tháng 10 năm 2007, BTV chính thức được đưa lên mạng truyền hình cáp Thành phố Hồ Chí Minh (HTVC).
Từ ngày 20 tháng 6 năm 2025, hợp nhất Đài Phát thanh - Truyền hình Bình Thuận với Báo Bình Thuận thành "Báo và Đài Phát thanh – Truyền hình Bình Thuận", trực thuộc tỉnh ủy Bình Thuận.
Từ ngày 01 tháng 7 năm 2025, cùng với sự sáp nhập 3 tỉnh Lâm Đồng - Bình Thuận - Đắk Nông và chính thức đi vào hoạt động của chính quyền địa phương 2 cấp, Báo và Đài Phát thanh - Truyền hình Bình Thuận tiếp tục sáp nhập với các cơ quan Báo, Đài của 2 tỉnh Lâm Đồng và Đắk Nông, lấy tên Báo và Phát thanh - Truyền hình Lâm Đồng, trực thuộc tỉnh ủy Lâm Đồng.

## Thời lượng phát sóng
- 01/01/1996 - 31/12/2013: 05:30 - 04:30 hàng ngày
- 01/01/2014 - 21/03/2020 và 01/06/2020 - 22/10/2022 và 24/10/2022 - nay: 05:30 - 03:20 hàng ngày
- 22/03/2020 - 31/05/2020: 05:30 - 23:30 hàng ngày (do ảnh hưởng của đại dịch Covid-19 tại Bình Thuận)
- 23/10/2022: 05:00 - 03:45 hàng ngày (để phát sóng sự kiện đặc biệt lễ khai mạc ngày hội xe đạp phong trào tỉnh Bình Thuận lần thứ 3 năm 2022).

## Cơ cấu tổ chức
Tổng biên tập: Nhà báo Lê Huy Toàn,
Phó Tổng biên tập: Trương Quốc Thế Minh
Các phòng, ban chuyên môn, nghiệp vụ:
Phòng Dịch vụ - Quảng cáo - Phát hành
Phòng Kỹ thuật - Chuyển đổi số
Phòng Xuất bản Báo in, Báo điện tử
Phòng Sản xuất Chương trình Phát thanh, Truyền hình
Phòng Thời sự
Phòng Chuyên đề - Chuyên mục

## Vùng phủ sóng
Đài đã phủ sóng 97% dân cư trong tỉnh và có nối cáp quang đến các tỉnh, thành phố, thị xã như: Thủ đô Hà Nội, Thành phố Hạ Long, Thành phố Hồ Chí Minh, Thành phố Cần Thơ, Thành phố Huế, Thành phố Buôn Ma Thuột, Thành phố Sóc Trăng, Thành phố Trà Vinh, Thành phố Long Xuyên, Thành phố Cao Lãnh, Thành phố Tuy Hòa, Thành phố Cà Mau, Thành phố Bến Tre, Đắk Nông, Thành phố Thủ Dầu Một, Thị xã Đồng Xoài, Lâm Đồng, Khánh Hòa, Đồng Nai, Bình Định và Thành phố Đà Nẵng 

## Kênh truyền hình và phát thanh
- 92,3 MHz: Kênh phát thanh Bình Thuận phát sóng từ 5 giờ đến 24 giờ mỗi ngày[5].
- Kênh BTV: Được phát sóng từ năm 1992 kênh 12 VHF và trên các hạ tầng truyền hình khác.
- VTVCab: Kênh 293
- SCTV: Kênh 101
- SCTV DVB-T2: Kênh đã ngững phát sóng.
- HTVC: cáp Analog, cáp số
- Truyền hình IPTV: MyTV, FPT, ViettelTV.
- Truyền hình OTT: VieON, FPT Play, Clip TV, K+.
- Truyền hình vệ tinh Vinasat *Truyền hình số mặt đất DVB-T2
- ứng dụng Bình Thuận TV

Phát sóng với thời lượng từ 5 giờ 30 phút đến 3 giờ 20 phút sáng hôm sau. Từ ngày 22 tháng 3 năm 2021, kênh BTV phát sóng theo tiêu chuẩn HD.
- Kênh BTV6: Được phát sóng từ 17 tháng 1 năm 2019 dưới tên gọi Quê Hương Homeshopping. Hiện tại kênh đang phát thử nghiệm trên truyền hình cáp HTVC và Truyền hình cáp Việt Nam (VTVCab), FPT, VTC, Viettel, phát sóng thời lượng 24/24h, kênh BTV6 đã ngừng phát sóng từ tháng 4/2024, và kênh chính thức quay lại từ tháng 12/2024, sau khi Shopping 24h của HCATV5 đã ngừng.

## Giải thưởng
Giải Vàng Liên hoan Phát thanh Toàn quốc năm 2022

## Thông tin khác
Vào lúc 11:45 ngày 16 tháng 7 năm 2016, trước khi bắt đầu khung giờ phim truyện như thường lệ trên kênh BTV, Biên tập viên Thu Thủy (thuộc phòng Văn nghệ - Thể thao của đài) đã đưa ra thông báo về việc ngừng phát sóng phim Tân bến Thượng Hải (Trung Quốc). Lý do đưa ra là vì các diễn viên trong phim đã chỉ trích Tòa án Trọng tài thường trực (PCA) liên quan đến phán quyết về đường lưỡi bò trên biển Đông. Phim Khu vườn địa đàng (Hàn Quốc) được chọn làm bộ phim thay thế.